# Mistrzostwa Europy w Short Tracku 2007
11. Mistrzostwa Europy w Short Tracku 2007 odbyły się w brytyjskim Sheffield, w dniach 19-21 stycznia 2007.

## Reprezentacja Polski

### kobiety
- Aida Popiołek
- Patrycja Maliszewska – 18. (500 m), 27. (1000 m), 26. (1500 m), 22. (wielobój)
- Karolina Regucka – 15. (500 m), 18. (1000 m), 12. (1500 m), 16. (wielobój)
- Anna Romanowicz
  - sztafeta (Maliszewska, Romanowicz, Popiołek, Regucka) - dyskwalifikacja

### mężczyźni
- Zbigniew Bródka
- Jakub Jaworski – 28. (500 m), 27. (1000 m), 33. (1500 m), 31. (wielobój)
- Bartosz Konopko – 25. (500 m), 26. (1000 m), 32. (1500 m), 29. (wielobój)
- Tomasz Wróblewski
  - sztafeta (Jaworski, Bródka, Wróblewski, Konopko) - 10.

## Klasyfikacja medalowa
| Miejsce | Państwo         | Złoto | Srebro | Brąz | Razem |
| ------- | --------------- | ----- | ------ | ---- | ----- |
| 1       | Bułgaria        | 4     | 1      | 0    | 5     |
| 2       | Włochy          | 3     | 5      | 6    | 14    |
| 3       | Francja         | 2     | 2      | 1    | 5     |
| 4       | Niemcy          | 2     | 0      | 0    | 2     |
| 5       | Belgia          | 1     | 1      | 0    | 2     |
| 6       | Węgry           | 0     | 2      | 1    | 3     |
| 7       | Wielka Brytania | 0     | 1      | 1    | 2     |
| 8       | Francja         | 0     | 0      | 1    | 1     |
| 8       | Holandia        | 0     | 0      | 1    | 1     |
| 8       | Rosja           | 0     | 0      | 1    | 1     |
| Razem   | Razem           | 12    | 12     | 12   | 36    |

## Medale
| Konkurencja | Złoto                                                                     | Srebro                                                                 | Brąz                                                                       |
| Mężczyźni   |                                                                           |                                                                        |                                                                            |
| 500 metrów  | Thibaut Fauconnet · Francja                                               | Nicola Rodigari · Włochy                                               | Gabor Galambos · Węgry                                                     |
| 1000 metrów | Nicola Rodigari · Włochy                                                  | Yuri Confortola · Włochy                                               | Denis Bellotti · Włochy                                                    |
| 1500 metrów | Nicola Rodigari · Włochy                                                  | Viktor Knoch · Węgry                                                   | Niels Kerstholt · Holandia                                                 |
| 3000 metrów | Pieter Gysel · Belgia                                                     | Yuri Confortola · Włochy                                               | Nicola Rodigari · Włochy                                                   |
| Sztafeta    | Niemcy · Sebastian Praus · Robert Becker · Paul Herrmann · Tyson Heung    | Węgry · Peter Darazs · Gábor Galambos · Viktor Knoch · Marton Tamus    | Wielka Brytania · Jon EleyPaul Stanley · Paul Worth · Tom Iveson ·         |
| Wielobój    | Nicola Rodigari · Włochy                                                  | Pieter Gysel · Belgia                                                  | Yuri Confortola · Włochy                                                   |
| Kobiety     |                                                                           |                                                                        |                                                                            |
| 500 metrów  | Ewgenija Radanowa · Bułgaria                                              | Sarah Lindsay · Wielka Brytania                                        | Jeketerina Belowa · Rosja                                                  |
| 1000 metrów | Ewgenija Radanowa · Bułgaria                                              | Marina Georgiewa-Nikołowa · Bułgaria                                   | Stéphanie Bouvier · Francja                                                |
| 1500 metrów | Stéphanie Bouvier · Francja                                               | Katia Zini · Włochy                                                    | Arianna Fontana · Włochy                                                   |
| 3000 metrów | Ewgenija Radanowa · Bułgaria                                              | Stéphanie Bouvier · Francja                                            | Katia Zini · Włochy                                                        |
| Sztafeta    | Niemcy · Susanne Rudolph · Tina Grassow · Christin Priebst · Julia Riedel | Włochy · Katia Zini · Arianna Fontana · Cecilia Maffei · Marta Capurso | Holandia · Annita van Doorn · Maaike Vos · Jorien ter Mors · Ellen Wiegers |
| Wielobój    | Ewgenija Radanowa · Bułgaria                                              | Stéphanie Bouvier · Francja                                            | Katia Zini · Włochy                                                        |